# 奧利夫布蘭奇 (密西西比州)
奧利夫布蘭奇（英語：Olive Branch）是位於美國密西西比州德索托縣的城市。

## 人口
根據2020年美國人口普查的數據，奧利夫布蘭奇的面積為145.17平方千米，當中陸地面積為144.62平方千米，而水域面積為0.55平方千米。當地共有人口39711人，而人口密度為每平方千米274人。